# Ibne Gusmão
Maomé ibne Abedal Maleque ibne Gusmão (em árabe: محمد بن عبد الملك بن قزمان; romaniz.: Muhammad ibn Abd al-Malik ibn Quzman; Córdova (Espanha), c. 1078 - ibid., 1160), melhor conhecido como ibne Gusmão ou ibne Cuzmane, foi um famoso poeta do Alandalus, conhecido pelas suas peculiares zejeis escritos no árabe coloquial do Alandalus.
Há quem pretenda ver no nome Guzmán uma arabização do alemão algo que era frequente no Alandalus, mas outras fontes assinalam que o nome Quzmān já aparece documentado na Arábia pré-islâmica, pelo que poderá ser árabe, embora seja um nome pouco usual.
A sua obra ficou preservada praticamente num único conjunto, que foi descoberto em São Petersburgo em finais do século XIX, o seu Cancioneiro ou divã (antologia poética), que é também a principal fonte de informação sobre a sua vida, já que nas suas composições fala também de si próprio: que tinha entre seis e oito anos quando ocorreu a Batalha de Zalaca, permitindo assim aproximar a sua data de nascimento.
ibne Gusmão conhecia bem a poesia árabe clássica, de autores célebres como Abu Tamam, Almutanabi, Du r-Rumma, etc. Chegaram até aos nossos dias alguns poemas seus ao estilo árabe clássico, consideradas de pouco valor quando comparadas com o seu Cancioneiro: esta é uma obra original, tanto pela forma utilizada, o zéjel, escrito não na habitual língua literária habitual mas no dialecto coloquial local, como pelos temas que aborda, nos quais frequentemente reinterpreta de forma irónica alguns tópicos da poesia árabe clássica. 

## O Divã
Pensa-se que ibne Gusmão foi o primeiro grande escritor que empregou o zéjel, que había sido criado por Ibn Bayya, o poeta de Saragoça, dando-lhe a sua forma definitiva, polindo-o das imperfeições que a seu ver ainda tinha.
O seu Divã, ou Cancioneiro, contem 149 zéjeis. O estudioso árabe, Stern, organizou-os em duas classes:
- Os zéjeis moaxajeños, que são poemas de entre cinco e sete estrofes, em tudo semelhantes às moaxajas (temas, forma, jarcha), excepto por serem escritos na língua coloquial, e não no árabe clássico. Constituem cerca de um terço do Divã.
- Os zéjeis propriamente ditos, sem limite de estrofes, de temas diversos, e que constituem os dois terços restantes.

ibne Gusmão dedicou uma boa parte dos seus zéjeis a descrever as suas relações com jovens varões, as festas a que assistia, ou os bailes e instrumentos musicais que as animavam. Fala ainda de si próprio e faz, como outros poetas, o elogio dos seus mecenas e protectores. Segundo relata um dos seus zéjeis, já perto do final dos seus dias, pareceu arrepender-se da sua vida desperdiçada:
| “ | ibne Gusmão arrependeu-se. Melhor seria se preservasse! Passou os seus dias em festas entre os dias. Mas depois de soarem os atabales e adufes e de se arranjar para o baile Agora sobe e desce a torre do muezim. Fez-se imame na mesquita e reza prostrando-se e inclinando-se. | ” |

E também deixou instruções escritas para quando morresse:
| “ | Quando morrer estas são as minhas instruções para o enterro: dormirei com uma vinha entre as sobrancelhas. Que me envolvam entre as suas folhas como mortalha e me ponham na cabeça um turbante de rebentos de vide. | ” |